# Angulospora aquatica
Inte att förväxla med svampen Psilocybe angulospora
Angulospora aquatica är en svamp som beskrevs av 1962 av Sven Nilsson. Arten placeras som ensam art i släktet Angulospora inom divisionen sporsäcksvampar. Arten är funnen i Venezuela och inga underarter finns listade i Catalogue of Life. Svampen lever under vatten på nedsänkt ruttnande trä i sötvattenbiotoper.